# Gustavo Zavala
Gustavo Noe Zavala (Buenos Aires, 5 de septiembre de 1960-Buenos Aires, 28 de marzo de 2022) fue el fundador, bajista, tecladista, autor, compositor principal, y líder de las bandas argentinas de heavy metal Apocalipsis (1983) y Tren Loco (1990). Es reconocido como uno de los principales representantes e iconos del heavy metal argentino. 

## Biografía
Fundó sus primeras bandas, Antares y Vuhnus, junto a su amigo, el guitarrista Rubén "Turco" Atala en 1981. En 1984 formarían Apocalipsis y en 1990 Tren Loco. Ambos músicos recorrieron juntos esas bandas hasta la partida del "Turco" Atala de Tren Loco en febrero de 1994. Su historia juntos se remonta a la escuela secundaria, cuando cursaban juntos en la Escuela Técnica ENET N° 1 de Muñiz, provincia de Buenos Aires.
Solía trabajar como tornero y dibujante técnico en la fábrica Valmarco en la zona de San Miguel, oeste de Buenos Aires, además de cursar en la Universidad de Buenos Aires la carrera de Diseño Gráfico, y trabajar en la compañía de teléfonos ENTel. Sin embargo, dejó todo para formar Tren Loco.
Bajista autodidacta, su primer instrumento fue una copia de un bajo Höfner violín, modelo Paul Mc Cartney(Höfner 500/1), marca Faim y lo obtuvo el año 1978 por el precio de un sueldo en la fábrica Valmarco, y fue el año que comenzó con su primer proyecto musical A.R:G:O:S:. Su primer equipo de bajo era un Calsel valvular de 100 watts, de origen argentino, que todavía conserva en perfecto estado. Continuó utilizando un bajo Fender Precision con cuerdas RotoSound adquirido en abril de 1982, en plena guerra de Malvinas.
Ahora es sponsoreado por la firma Fernandes Guitars y utiliza un bajo Tremor Deluxe de cuatro cuerdas.
Además de sus grabaciones y actuaciones junto a sus bandas de metal pesado, Gustavo Zavala ha editado de manera solista cuatro CDs de música Metal/Relax para bebes, los CD de la colección Metal For Babies.
En enero de 2017 editó el CD de su banda solista, S.U.R., cuya totalidad de temas, 18 en total, son de la autoría de Zavala. El CD debut sería editado por Yugular Records (ARG) y distribuido por Icarus Music (ARG). Cuenta con músicos invitados como Claudio "Tano" Marciello, Pablo Soler, Javier Barrozo, Horacio Giménez, "Zombie" Gauna, Marcelo Roascio, Eduardo Augusto, entre otros.
Tocó con otras bandas como La bestia, banda tributo argentino a Iron Maiden.
Gustavo Zavala falleció el 28 de marzo de 2022, en Buenos Aires, Argentina por complicaciones médicas de cáncer.

### Época previa a Tren Loco
Desde 1977 formó parte de la agrupación A.R:G:O:S: y posteriormente armó su propia banda, Via Libre. Luego ingreso a una formación ya establecida en el barrio de Grand Bourg llamada Venus, de los hermanos Quiroga, para luego formar Vhunus, tomando el nombre a partir de una deformación del nombre de su banda anterior.
Durante los primeros años de la década de 1980 ya escribía sus propias letras y música, pero había llegado a un techo de creatividad y técnica, por lo que decidió estudiar bajo con el bajista Carlos Alonso.
Junto a Apocalipsis (1984) logran presentarse en vivo, y tocan en varias ciudades de Buenos Aires, llegando a ganar tres concursos de música rock. El primero de ellos tuvo lugar en la ciudad de Tigre, Buenos Aires, en abril de 1984. Luego obtienen el premio en el Club Granaderos de Ciudadela, que consistía en 20 horas de grabación en un estudio de la ciudad de Buenos Aires, y para mayo de 1985 graban su primer demo, Endemoniado, en los Estudios Sonotec en Buenos Aires.
La banda siguió tocando a pesar de la tortuosa situación económica, la temida hiperinflación y las célebres y tristes razzias de la policía bonaerense que comúnmente suspendían sus conciertos autogestionados y los enviaba directo al calabozo de la comisaría del lugar.
En 1989 se disuelve Apocalipsis(1984) y Gustavo decide armar una banda de amigos, solo para tocar heavy metal y divertirse entre amigos, sin otro compromiso que ese, tocar y divertirse. Llegan a grabar a fines de 1990 un demo con tres temas: "Tempestades", "Némesis" la vengativa y "Hey Hitler", en los Estudios Sonovision; sumándose Zavala además del bajo, en los coros y teclados.

### Tren Loco y Yamaha Band Explosion 91'
Gustavo inscribe a Tren Loco(1990) en un certamen a través de Promusica, licenciatarios de Yamaha Corporation, sito en calle Florida 635 de la Ciudad de Buenos Aires. Tren Loco gana la final rioplatense en el mítico Estadio Obras de Buenos Aires, el 22 de septiembre de 1991, entre más de 1300 bandas de Argentina y Uruguay, y parten a Japón a la gran final mundial del certamen Yamaha Band Explosion 91' en octubre de dicho año.

El y sus compañeros de banda se llevan el Premio Especial del jurado, entre las 18 bandas concursantes de 18 países, que provenían de un total de 40.000 bandas de todo el mundo.

Luego, con Tren Loco se presentan en todas las provincias argentinas, además de diferentes países como Ecuador, México, Venezuela, Bolivia, Uruguay, etc. En 1992 editarían bajo el Sello Polygram su primer vinilo, Tempestades. En los 90' Tren Loco nunca dejó de tocar y girar, editando en 1996 de manera autogestionada su CD No Me Importa!, iniciando así una carrera independiente con sus trabajos editados por su propio sello, Yugular records.

Editarían más de 15 CD entre ediciones de estudio, en vivo y compilaciones; y más de 30 ediciones en CD. En el año 2008 se presenta en el Vive Latino de México. En el transcurso de aquellos años, Zavala y Tren Loco compartirían escenario con bandas tales como Saxon (1976), Judas Priest (1969), Skid Row (1986), Whitesnake (1978), Sepultura (1984), etc.

### 20 años, Libro, CD acústico y DVD en vivo
En el año 2010, Tren Loco (1990) cumplía 20 años, y por idea del escritor Gito Minore, Zavala decide celebrarlo editando un libro biográfico más un disco acústico titulado 20 años-Pogo en el andén.

Se llega a la grabación de un DVD en vivo a editarse en el año 2011. Asimismo, en enero de aquel año, Gustavo junto a Pablo Soler, Matias Munighini, Javier Barrozo y Guillermo De Luca, inician un proyecto musical paralelo denominado La Bestia, con el cual realizarían presentaciones en el exterior, Santiago de Chile, Montevideo(Uruguay), y en el interior del país, Córdoba, Bariloche, Comodoro Rivadavia, Bahía Blanca, Buenos Aires, etc.
En ese año Tren Loco realiza en Quito-Ecuador un show ante 12 mil fanes asistentes. En la segunda parte de este año, Tren Loco continúa girando y realizan una presentación junto a Whitesnake(1978) y Judas Priest(1969) en el Estadio de Racing Club en Buenos Aires, Argentina. En noviembre se anuncian el lanzamiento del DVD en vivo de la banda, titulado Hoy es mejor que ayer- En vivo en Buenos Aires.

### Participación en Festivales
A fines de marzo viaja a Venezuela al Gillmanfest en las ciudad de Caracas. Tren Loco cierra el año por el Festival Metal Para Todos, junto a otras bandas del metal Argentino. Y se presenta por octavo año consecutivo en el mega festival Cosquin Rock.

### Escritor
En paralelo a su carrera con Tren Loco, continúa escribiendo y logra que publiquen su letra "Hoy empezó la revolución" en el concurso de Poesía Heavy Metal. Además de escribir la totalidad de las letras de sus bandas, fue escritor de cuentos de ficción y realidad fantástica.

En 1998 gana el primer premio del Concurso Literario de Telefónica de Argentina, con su cuento de ficción El error. En 1999 pasa a formar parte de la UMI - Unión de Músicos Independientes de la República Argentina.

## Discografía

### Apocalipsis
- 1985: Endemoniado

### Tren Loco
- 1992: Tempestades
- 1996: No me importa!
- 2000: Carne viva
- 2002: Ruta 197
- 2004: Vivo... En la gran ciudad
- 2005: Vivo,,, En la gran ciudad 2
- 2006: SangreSur
- 2008: Venas de acero
- 2013: Vieja escuela

### Carrera Solista
- 2005: Metal for Babies[6]
- 2008: Metal for babies 2
- 2012: Iron Babies
- 2013: The Wall for Babies
- 2014: La H y el Tren para bebés
- 2017: S.U.R. Somos una Rebelión

### Otras participaciones discográficas
- Las mejores voces del metal - 1997
- Nuevos Guerreros - 1998
- Nuevos Guerreros II - 1999
- Hermandad Metálica III - 2000
- Hermandad Metálica V - 2001
- Homenaje - 2002 (disco tributo a Hermética, con Gil trabajador)
- Demolición de Bloke - 2002 (reedición con mini-tributo, con Identidad real)
- Tributo a los reyes del metal - 2002 (disco tributo a varios grupos, con Crazy Train de Ozzy Osbourne)
- Mátenlos a todos - 2003 (disco tributo a Metallica, con For Whom The Bells Toll en castellano)
- Hangar de Almas - 2005 (disco tributo a Megadeth, con Train Of Consequences en castellano)
- Acero argentino - 2006 (disco tributo a Judas Priest, con The hellion-Electric eyes en castellano)
- Que sea Rocka! - 2006 (disco tributo a Riff-Pappo, con Días buenos y días malos)
- Eclecticismos : Ariel Ranieri 2006
- Tributo internacional Kraken - 2007 (disco tributo a Kraken, con América)
- Pablo Soler - Built for Speed - 2014 (disco solista del guitarrista Pablo Soler)